# Dave Stenhouse
Dave Stenhouse (Westerly, Rhode Island; 12 de septiembre de 1933-11 de noviembre de 2023) fue un beisbolista estadounidense que jugó tres temporadas en la MLB en la posición de pitcher con los Washington Senators y tuvo dos apariciones en el Juego de las Estrellas.

## Carrera
Fue contratado por los Chicago Cubs en 1955 proveniente de los Rhode Island Rams, de donde fue atleta del año en la temporada de 1950/51. Luego de cuatro años en las divisiones menores de los Cubs pasó a estar con los cincinnati Redlegs donde pasó tres años dentro de su sistema de ligas menores.
El 15 de diciembre de 1961 Stenhouse y Bob Schmidt fueron cambiados a los Washington Senators por Johnny Klippstein y Marty Keough. Estuvo con el primer equipo en la temporada inaugural como lanzador abridor en la primera mitad de la temporada, terminando con un récord de 6–3 y entre los líderes en efectividad de la Liga Americana en ERA. Como resultado, fue seleccionado al Juego de las Estrellas. Stenhouse terminaría la temporada con récord de 11–12 y efectividad de 3.65 en 34 partidos. Al año siguiente su récord bajó a 3–9 con 4.55 de efectividad en 16 partidos en 1963, y de 2–7 con efectividad de 4.81 en 1964.
Stenhouse terminaría su carrera profesional en las ligas menores hasta su retiro como jugador en 1967. Después Stenhouse pasó a ser entrenador de los Brown Bears de 1981 a 1990. 